# Henrik Holm (actor)
Henrik Holm (12 de septiembre de 1995) es un actor y modelo noruego. Es conocido por su papel de Even Bech Næsheim en la serie SKAM, en la tercera y cuarta temporadas (2016–2017). También hizo un papel en Halvbroren («medio-hermano» en noruego) en 2013.
Ganó el premio Gullruten a la Audiencia por su personaje Even, junto a su compañero de reparto Tarjei Sandvik Moe. Durante la ceremonia también se premió con el galardón de «Momento televisivo del año» a la serie Skam por la escena "O Helga Natt" de la tercera temporada, en la que Sandvik Moe y Holm fueron protagonistas.

## Filmografía

### Películas
- Menneskets opprinnelse (2018)
- Tunnelen (2019)

### Televisión
- Halvbroren (2013)
- SKAM (2016–2017)

### Teatro
- PRUMP - En musikal som stinker! (2018)[1]